# ان‌جی‌سی ۵۳۲۲
ان‌جی‌سی ۵۳۲۲ (انگلیسی: NGC 5322) یک کهکشان بیضوی است که در صورت فلکی دب اکبر واقع شده است. این کهکشان در فاصله ۸۰ میلیون سال نوری از زمین قرار دارد، که با توجه به ابعاد ظاهری آن، به این معنی است که NGC 5322 حدود ۱۴۰۰۰۰ سال نوری وسعت دارد. این کهکشان در ۱۹ مارس ۱۷۹۰ توسط ویلیام هرشل کشف شد.